# 貝爾斯河
貝爾斯河（Beles River）是埃塞俄比亞西部的河流，是青尼羅河的支流。
貝爾斯河從發源地向西南方流至其匯流點，而流域面積約14,200平方公里。